# أكبر أباد (سفلى أردستان)
اکبر أباد (بالإنجليزية: Akbarabad, Zavareh)‏ هي منطقة سكنية تقع في إيران في أصفهان.